# Четвёртая пятилетка
4-я пятилетка (1946—1950) — четвёртый пятилетний план восстановления и развития народного хозяйства СССР после окончания Великой Отечественной войны. Основная хозяйственно-политическая задача пятилетки была сформулирована И. В. Сталиным 9 февраля 1946 года: «восстановить пострадавшие районы страны, восстановить довоенный уровень промышленности и сельского хозяйства и затем превзойти этот уровень в более или менее значительных размерах».

## История
…Что касается планов на более длительный период, то партия намерена организовать новый мощный подъём народного хозяйства, который дал бы нам возможность поднять уровень нашей промышленности, например, втрое по сравнению с довоенным уровнем. Нам нужно добиться того, чтобы наша промышленность могла производить ежегодно до 50 миллионов тонн чугуна, до 60 миллионов тонн стали, до 500 миллионов тонн угля, до 60 миллионов тонн нефти. Только при этом условии можно считать, что наша Родина будет гарантирована от всяких случайностей. На это уйдёт, пожалуй, три новых пятилетки, если не больше. Но это дело можно сделать, и мы должны его сделать.
— И. В. Сталин. Речь на предвыборном собрании избирателей Сталинского избирательного округа города Москвы 9 февраля 1946 года
Поставленные И. В. Сталиным задачи были решены через 15 лет. В 1961 году, в Советском Союзе было произведено 50,9 млн тонн чугуна (101,8 % от упомянутых ориентиров), 70,8 млн тонн стали (118 %), 506,4 млн тонн угля (101,2 %), 166 млн тонн нефти (276,7 %).
18 марта 1946 года Верховный Совет СССР принял Закон о четвёртом пятилетнем плане восстановления и развития народного хозяйства страны. В нём намечалось увеличение (по сравнению с довоенным уровнем) добычи угля на 51 %, нефти — на 14 % (до 35 млн тонн). На практике производство нефти возросло на 21,7 %, угля — на 57,4 %.
В 1946 году было выплавлено 9,9 млн т чугуна и 13,3 млн т стали, добыто 163,8 млн т угля и 21,7 млн т нефти.

## Экономические показатели

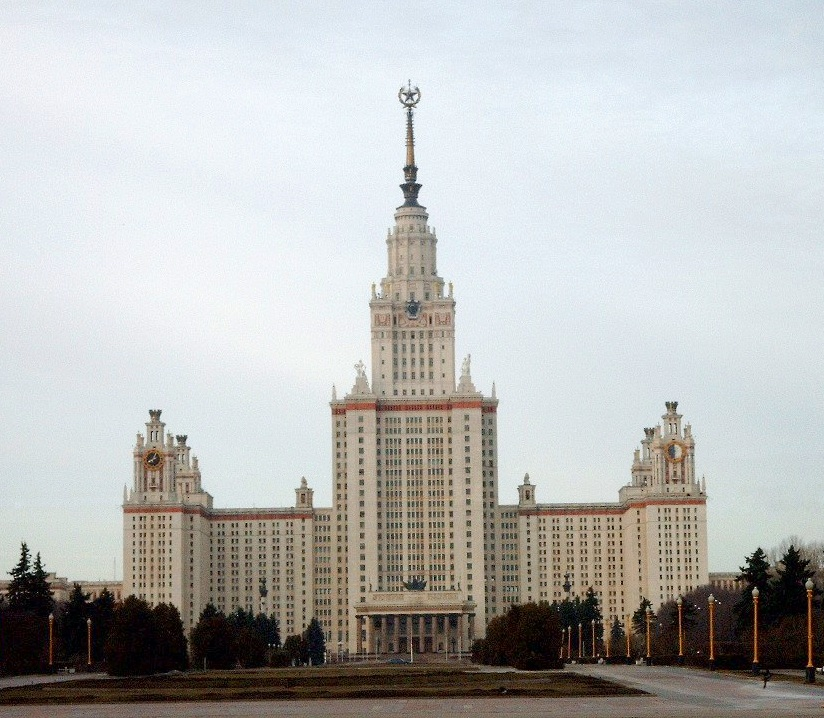
Главное здание МГУ, построенное в годы 4—5 пятилеток

### Промышленность
В 1945 году объём производства по промышленности в целом составлял 92 % от уровня 1940 года. Использовался труд военнопленных, количество которых в СССР — по разным оценкам — составляло от свыше 4 до свыше 5 миллионов человек.
Промышленное производство СССР на довоенный уровень вышло в 1948 году. К концу четвёртой пятилетки выпуск промышленной продукции увеличился на 73 % по сравнению с предвоенным 1940 годом. За пятилетку было пущено 6200 восстановленных и вновь построенных предприятий. Экономический рост обеспечивался во многом благодаря производственному героизму народа, активному рационализаторству на производстве, внедрению достижений науки и техники, повышению квалификации инженерных и рабочих кадров. Экономист Г. И. Ханин в своих исследованиях пришёл к следующему выводу: «в последние годы четвертой пятилетки советская экономика твердо встала на путь интенсивного развития».

#### Топливные отрасли
В 1945 году в топливных отраслях объём производства составлял 77,8 % от уровня 1940 года.
НПЗ Советского Союза (как и до войны) перерабатывали практически всю добываемую нефть — сырьё не вывозилось.
Добыча нефти в 1945 году составила 19, 436 млн. тонн, а к 1949 году достигла 33 млн тонн.

#### Машиностроение
Объём выпуска продукции машиностроения в СССР в 1950 году был в 2,3 раза больше, чем в 1940 году. В 1947 году было произведено 9,6 тыс. легковых машин, в 1950 году — 64,6 тыс.

### Транспорт
В 1950 году гражданская авиация перевезла в 3,5 раза больше пассажиров, чем в 1940 году.

### ВВП
Среднегодовые темпы роста советского ВВП в 1946—1950 годах составляли 14 %.
Согласно расчётам Д. А. Фомина восстановление послевоенной советской экономики только на 29,4 % произошло за счёт внутренних капитальных вложений. Остальную роль сыграли внешние факторы, важнейшими из которых стали помощь союзников в годы войны, послевоенные репарации, перемещение материальных, финансовых и интеллектуальных ресурсов с оккупированных СССР территорий.

## Внешнеполитическая обстановка
К концу 1940-х годов стало ясно, что началась «холодная война» между СССР и его союзниками и США и их союзниками.
На 1949 год промышленный потенциал СССР составлял четверть от американского: 65 млрд долларов против 250 млрд.
По производству главных видов промышленной продукции, по данным американской разведки, преимущество было за США.
| Виды промышленной продукции             | США   | СССР    | СССР и страны Восточного блока |
| --------------------------------------- | ----- | ------- | ------------------------------ |
| Выплавка стали, млн. т                  | 80,4  | 21.5    | 28                             |
| Выплавка алюминия, тыс. т               | 617,6 | 130-135 | 140-145                        |
| Производство электроэнергии, млрд. кВтч | 410   | 72      | 112                            |
| Добыча нефти, млн. т                    | 276,5 | 33      | 38,9                           |

## Исторические факты
- В Липецке, который стал центром Липецкой области в 1954 году, появились несколько улиц, которые были названы в честь пятилетки. Сегодня осталась одна — улица 4-й Пятилетки.
- «Русские учёные внесли свой вклад в решение проблемы атома. Роль советской науки в этих исследованиях непрерывно возрастает. В плане новой пятилетки и восстановления и развития хозяйства намечены экспериментальные и теоретические работы, которые должны привести к практическому использованию атомной энергии на благо нашей Родины и в интересах всего человечества» (Лев Ландау, 1946 год)[12].

## В филателии

Почтовые марки, посвящённые четвёртой пятилетке
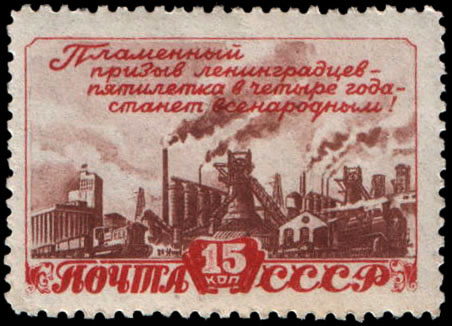
Индустриальная панорама
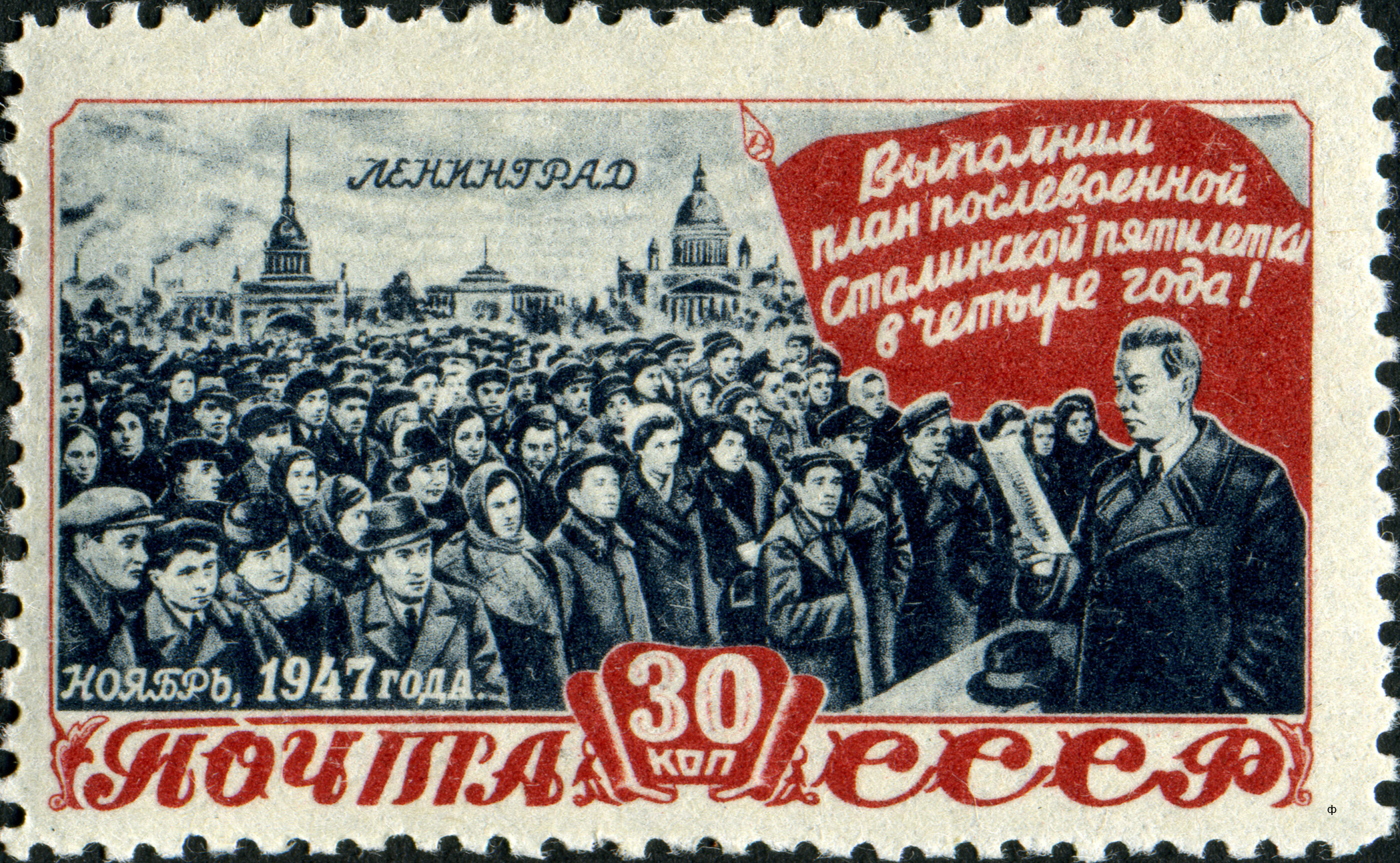
Митинг трудящихся Ленинграда
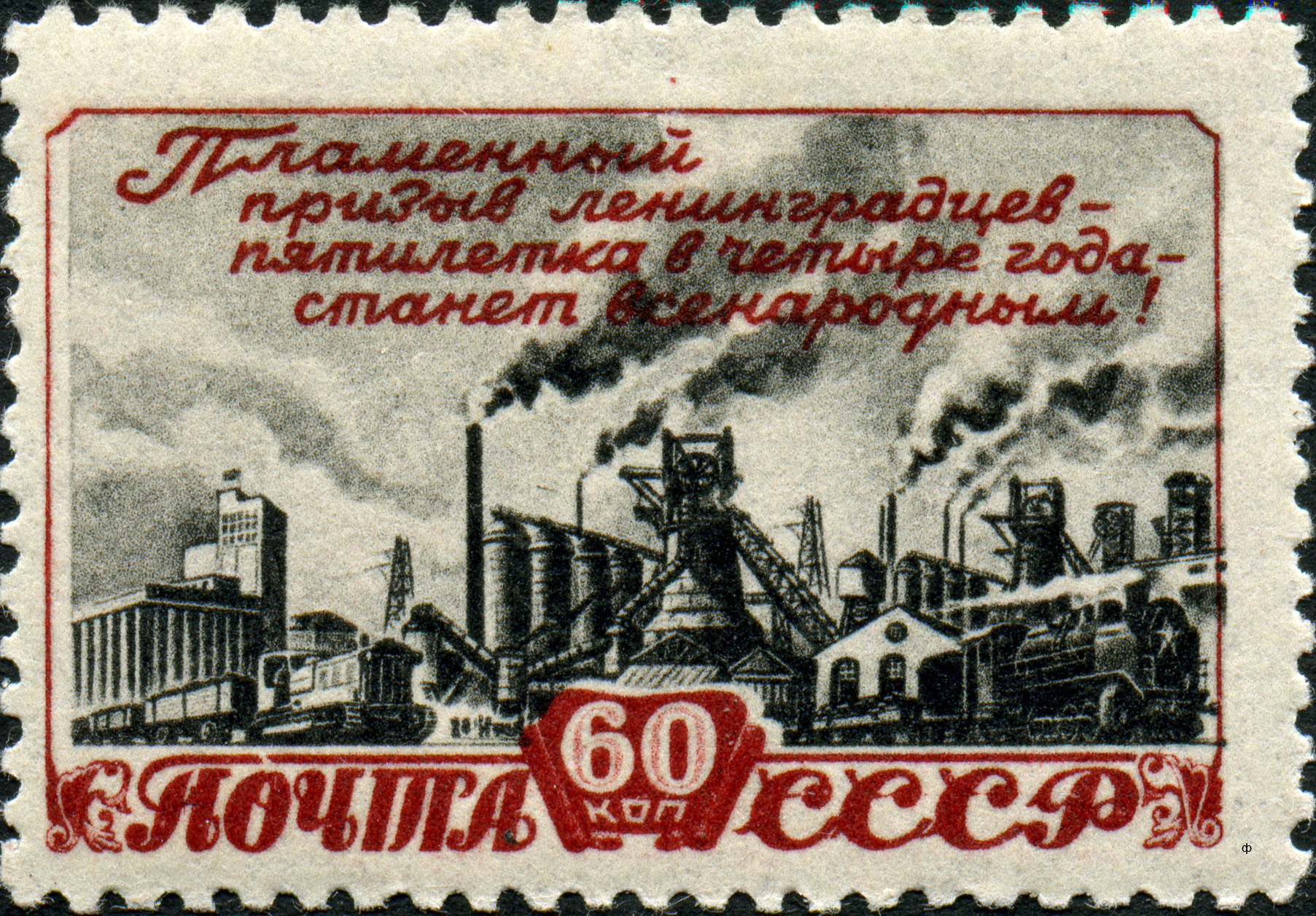
Индустриальная панорама

Почтовые марки 1948 года. За досрочное выполнение первого послевоенного пятилетнего плана
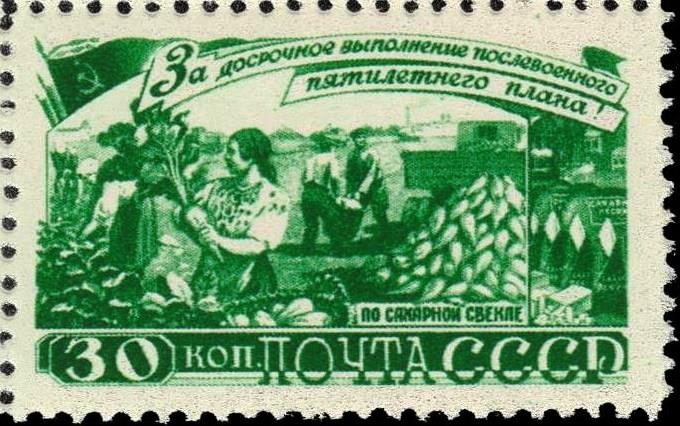
Уборка сахарной свеклы и лозунг: «За досрочное выполнение послевоенного пятилетнего плана по сахарной свекле!».
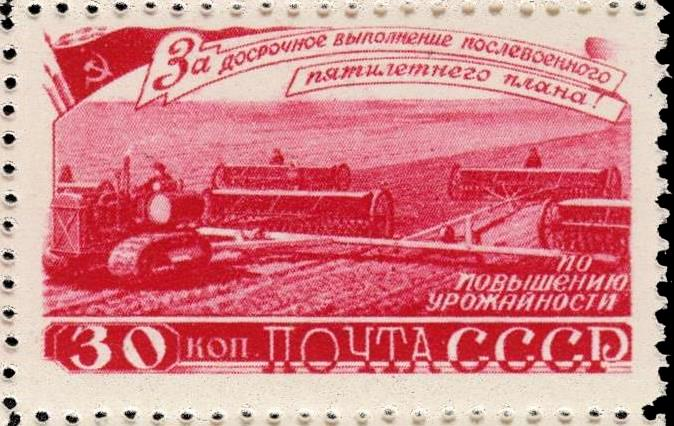
Сев и лозунг: «За досрочное выполнение послевоенного пятилетнего плана по повышению урожайности!».
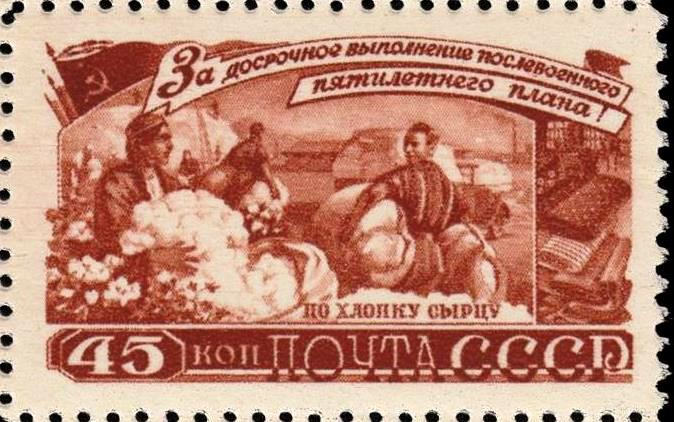
Сбор хлопка и лозунг: «За досрочное выполнение послевоенного пятилетнего плана по хлопку сырцу!».
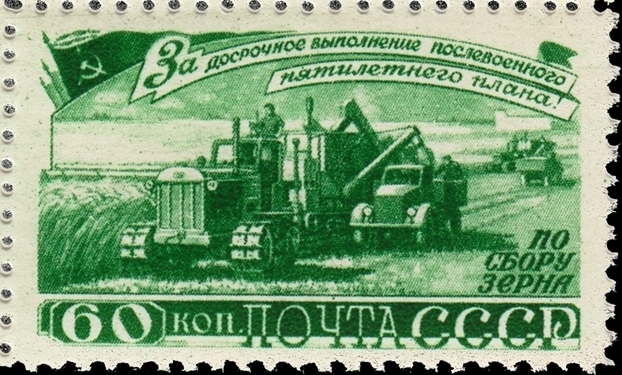
Уборка хлеба и лозунг: «За досрочное выполнение послевоенного пятилетнего плана по сбору зерна!».
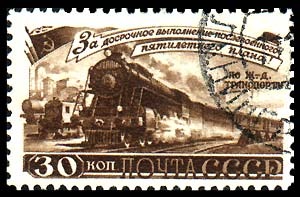
Железнодорожный транспорт и лозунг: «За досрочное выполнение послевоенного пятилетнего плана по ж-д транспорту!».
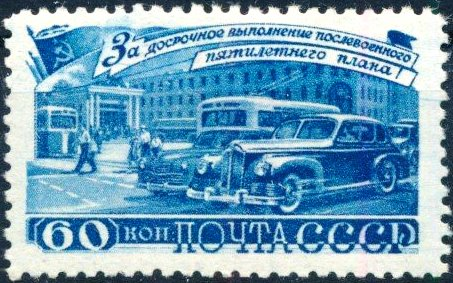
Городской транспорт и лозунг: «За досрочное выполнение послевоенного пятилетнего плана!».
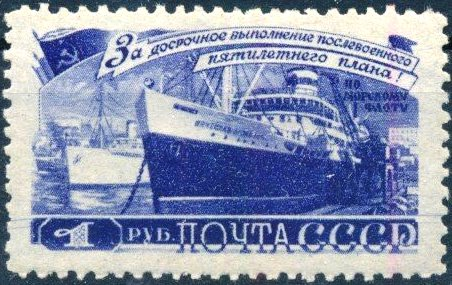
Морской флот и лозунг: «За досрочное выполнение послевоенного пятилетнего плана по морскому флоту!».
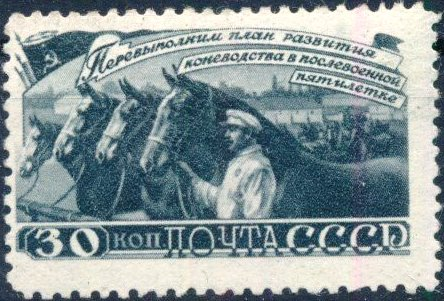
Коневодство и лозунг: «Перевыполним план развития коневодства в послевоенной пятилетке!».
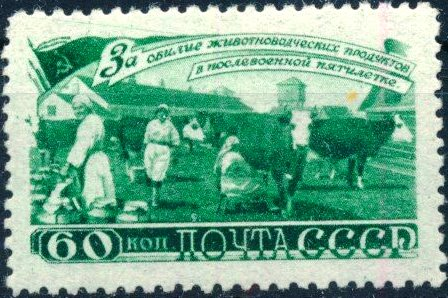
Молочное животноводство и лозунг: «За обилие животноводческих продуктов в послевоенной пятилетке!».
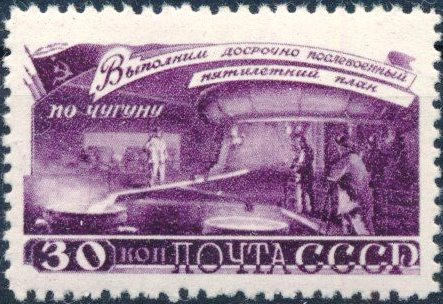
Заливка расплавленного металла. Производства чугуна
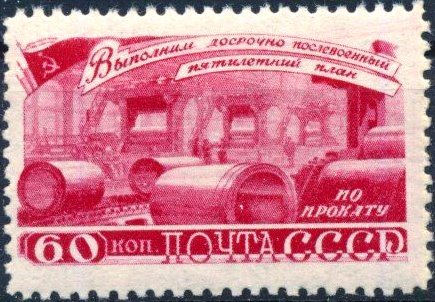
Прокат металла и лозунг: «Выполним досрочно послевоенный пятилетний план по прокату!».
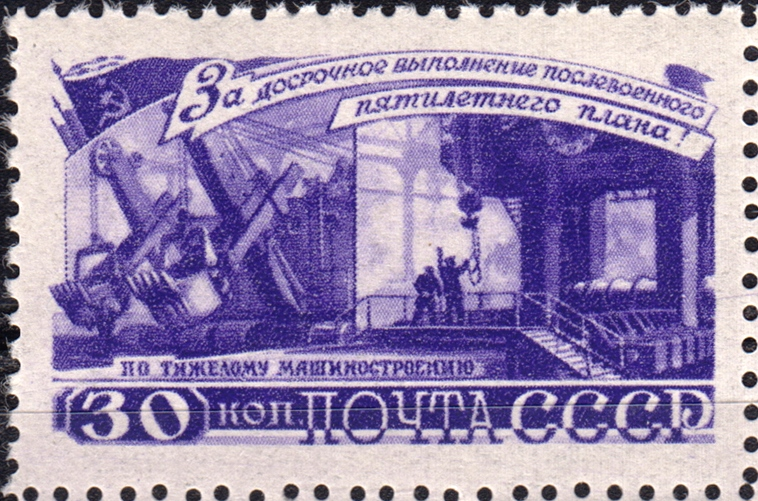
Экскаваторы и прокатный стан и лозунг: «За досрочное выполнение послевоенного пятилетнего плана по тяжелому машиностроению!».
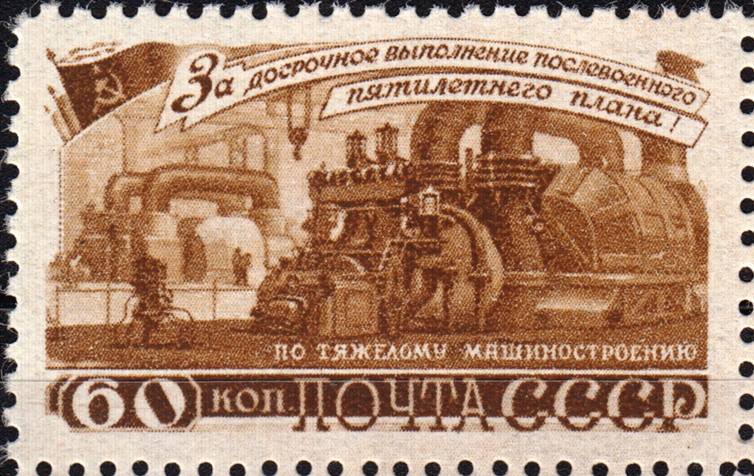
Паровая турбина и лозунг: «За досрочное выполнение послевоенного пятилетнего плана по тяжелому машиностроению!».
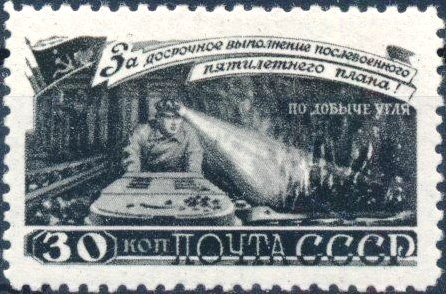
Шахтёр в забое и лозунг: «За досрочное выполнение послевоенного пятилетнего плана по добыче угля!».
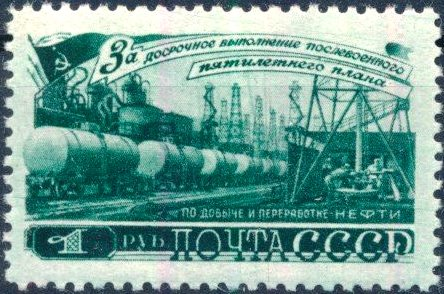
Транспортировка нефти и лозунг: «За досрочное выполнение послевоенного пятилетнего плана по добыче и переработке нефти!».
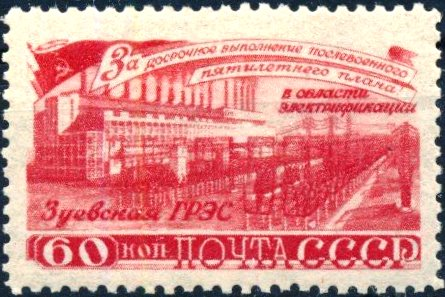
Зуевская ГЭС и лозунг: «За досрочное выполнение послевоенного пятилетнего плана в области электрификации!».
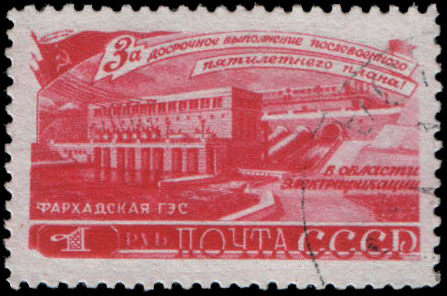
Фархадская ГЭС и лозунг: «За досрочное выполнение послевоенного пятилетнего плана в области электрификации!».